# Плавання на літніх Олімпійських іграх 2020 — естафета 4x100 метрів комплексом (жінки)
Змагання з плавання в естафеті 4x100 метрів комплексом серед жінок на літніх Олімпійських іграх 2020 відбувалися 30 липня і 1 серпня 2021 року в Олімпійському центрі водних видів спорту. Це була шістнадцята поспіль поява цієї дисципліни на Олімпійських іграх. Її проводять на кожній Олімпіаді, починаючи з 1960 року.

## Рекорди
Перед цими змаганнями чинні світовий і олімпійський рекорди були такими:
| Світовий рекорд     | - США (USA) - Реган Сміт (57.57) - Ліллі Кінг (1:04.81) - Келсі Воррелл (56.16) - Сімоне Мануель (51.86)     | 3:50.40 | Кванджу, Південна Корея | 28 July 2019  | [ 2 ]       |
| Олімпійський рекорд | - США (USA) - Міссі Франклін (58.50) - Ребекка Соні (1:04.82) - Дана Воллмер (55.48) - Еллісон Шмітт (53.25) | 3:52.05 | Лондон, Велика Британія | 4 серпня 2012 | [ 3 ] [ 4 ] |

## Кваліфікація
На Олімпійські ігри квадіфікувалися збірні, що посіли перші 12 місць у цій дисципліні на Чемпіонаті світу з водних видів спорту 2019. Додатково кваліфікувалися 4 збірні, що показали найкращі результати на затверджених кваліфікаціїних змаганнях під час кваліфікаційного періоду (від 1 березня 2019 до 30 травня 2020 року).

## Формат змагань
Змагання складаються з двох раундів: попередні запливи та фінал. Збірні, що показали 8 найкращих результатів у попередніх запливах, виходять до фіналу. У тому разі, коли на останнє місце потрапляння до фіналу претендують дві чи більше збірні з однаковим часом, передбачено перепливання.

## Розклад
Змагання тривають два дні, кожний раунд наступного дня.
Часовий пояс - японський стандартний час (UTC + 9)
| Дата     | Час   | Раунд             |
| -------- | ----- | ----------------- |
| 30 липня | 20:57 | Попередні запливи |
| 1 серпня | 11:15 | Фінал             |

## Результати

### Попередні запливи
Збірні, що показали 8 найкращих результатів незалежно від запливу, виходять до фіналу.
| Місце | Заплив | Доріжка | Країна                | Плавчині | Час     | Примітки |
| ----- | ------ | ------- | --------------------- | --- | ------- | -------- |
| 1     | 2      | 5       | Канада (CAN)          | Тейлор Рак (59.64) Сідні Пікрем (1:07.03) Меґґі Мак-Ніл (55.82) Кайла Санчес (52.68)                           | 3:55.17 | Q        |
| 2     | 2      | 4       | США (USA)             | Раян Вайт (59.19) Ліллі Кінг (1:05.51) Клер Курзан (57.65) Еріка Браун (52.83)                                 | 3:55.18 | Q        |
| 3     | 1      | 4       | Австралія (AUS)       | Емілі Сібом (59.37) Челсі Годжес (1:06.16) Бріанна Тросселл (57.51) Моллі О'Каллаган (52.35)                   | 3:55.39 | Q        |
| 4     | 1      | 3       | Італія (ITA)          | Маргеріта Панцієра (1:00.55) Аріанна Кастіньліоні (1:05.26) Елена Ді Ліддо (56.74) Федеріка Пеллегріні (53.24) | 3:55.79 | Q        |
| 5     | 2      | 6       | Швеція (SWE)          | Мішель Колеман (1:00.73) Софі Ханссон (1:05.61) Луїс Ганссон (56.79) Сара Шестрем (53.10)                      | 3:56.23 | Q        |
| 6     | 1      | 2       | Японія (JPN)          | Анна Конісі (59.75) Ватанабе Канако (1:06.34) Ікее Рікако (57.50) Іґарасі Тіхіро (53.58)                       | 3:57.17 | Q        |
| 7     | 2      | 3       | Росія (RUS)           | Анастасія Зуєва (1:00.26) Юлія Єфімова (1:06.31) Світлана Чімрова (56.95) Марія Камєнєва (53.84)               | 3:57.36 | Q        |
| 8     | 1      | 6       | Китай (CHN)           | Чень Цзє (1:00.62) Тан Цяньтін (1:05.73) Юй Їтін (57.84) У Цінфен (53.51)                                      | 3:57.70 | Q        |
| 9     | 1      | 5       | Велика Британія (GBR) | Кассі Вайлд (1:01.10) Сара Вейсі (1:06.49) Гаррієт Джонс (57.95) Фрея Андерсон (52.58)                         | 3:58.12 |          |
| 10    | 2      | 2       | Нідерланди (NED)      | Кіра Туссен (58.99) Тес Схаутен (1:09.98) Маайке де-Ваард (58.01) Фемке Гемскерк (52.91)                       | 3:59.89 |          |
| 11    | 1      | 7       | Німеччина (GER)       | Лаура Рідеманн (1:00.45) Анна Елендт (1:06.17) Ліза Гепінк (58.87) Анніка Брун (54.67)                         | 4:00.16 |          |
| 12    | 2      | 7       | Білорусь (BLR)        | Анастасія Шкурдай (1:00.64) Аліна Змушко (1:07.25) Анастасія Кулешова (57.37) Анастасія Караковська (55.23)    | 4:00.49 |          |
| 13    | 2      | 1       | Гонконг (HKG)         | Тото Вон (1:01.61) Джеймі Янг (1:08.69) Шівон Хогі (57.67) Камілла Чен (54.89)                                 | 4:02.86 |          |
| 14    | 1      | 1       | ПАР (RSA)             | Марілла Вентер (1:01.03) Татьяна Шенмейкер (1:07.41) Ерін Галлагер (59.76) Айме Канні (54.82)                  | 4:03.02 |          |
| 15    | 2      | 8       | Данія (DEN)           | Кароліне Серенсен (1:02.53) Клара Рибак-Андерсен (1:08.09) Емілі Бекманн (58.99) Сігне Бро (54.43)             | 4:04.04 |          |
| 16    | 1      | 8       | Іспанія (ESP)         | Афріка Саморано Санс (1:01.78) Джессіка Валь (1:07.37) Мірея Бельмонте (1:00.88) Лідон Муньйос (54.11)         | 4:04.14 |          |

### Фінал
| Місце | Доріжка | Країна          | Плавчині                                                              | Час     | Примітки |
| ----- | ------- | --------------- | --------------------------------------------------------------------- | ------- | -------- |
| 1     | 3       | Австралія (AUS) | Кейлі Маккіон Челсі Годжес Емма Маккеон Кейт Кемпбелл                 | 3:51.60 | OR       |
| 2     | 5       | США (USA)       | Реган Сміт Лідія Джейкобі Торрі Гаск Еббі Вейтцейл                    | 3:51.73 |          |
| 3     | 4       | Канада (CAN)    | Кайлі Масс Сідні Пікрем Меґґі Мак-Ніл Пенні Олексяк                   | 3:52.60 | NR       |
| 4     | 8       | Китай (CHN)     | Пен Сюйвей Тан Цяньтін Чжан Юйфей Ян Цзюньсюань                       | 3:54.13 |          |
| 5     | 2       | Швеція (SWE)    | Мішель Колеман Софі Ханссон Луїс Ганссон Сара Шестрем                 | 3:54.27 |          |
| 6     | 6       | Італія (ITA)    | Маргеріта Панцієра Мартіна Карраро Елена Ді Ліддо Федеріка Пеллегріні | 3:56.68 |          |
| 7     | 1       | Росія (RUS)     | Марія Камєнєва Євгенія Чикунова Світлана Чімрова Аріна Суркова        | 3:56.93 |          |
| 8     | 7       | Японія (JPN)    | Анна Конісі Ватанабе Канако Ікее Рікако Іґарасі Тіхіро                | 3:58.12 |          |